# Gregory Wilpert
Gregory Wilpert (Berlín; 5 de junio de 1965) es un activista alemán y fundador de Venezuelanalysis.com, un sitio web que apoya la Revolución Bolivariana de Hugo Chávez en Venezuela. Ha sido descrito como "quizás el Chavista más destacado". Actualmente es productor de The Real News Network en Quito, Ecuador.

## Educación
En 1988, Wilbert se graduó en la Universidad de California en San Diego con una licenciatura en sociología. Más tarde se graduó con un doctorado en sociología de la Universidad de Brandeis en 1994.

## Carrera

### Venezuelanalysis.com
En 2000, Wilpert se mudó a Caracas, Venezuela, con su esposa venezolana Carol. Tras el intento de golpe de Estado venezolano de 2002, fundó Venezuelanalysis.com en 2003 junto a Martín Sánchez, uno de los fundadores de Aporrea.org, un sitio web a favor de Chávez, quien creó el "lado técnico" del sitio en inglés. La creación de Venezuelanalysis.com también contó con la ayuda del gobierno de Chávez.
En 2008, Wilpert y su esposa Carol Delgado se mudaron a Nueva York cuando Delgado comenzó a servir como Cónsul General de Venezuela en Nueva York. Wilpert continuó trabajando como editor principal del sitio web hasta 2009, aunque todavía forma parte de su junta directiva.

### TeleSUR
En 2014, su esposa se mudó a Quito, Ecuador para desempeñarse como Embajadora de Venezuela en Ecuador. Desde marzo de 2014 hasta septiembre de 2015, Wilpert se desempeñó como director de programación en inglés de TeleSUR, una empresa de medios estatal financiada principalmente por el gobierno venezolano.

### The Real News Network
Desde febrero de 2016, Wilpert ha trabajado como productor para The Real News Network en Quito, Ecuador.

## Vida personal
En 1997, Wilpert se casó con Carol Delgado Arria, una funcionaria bolivariana que ocupó varios puestos en el gobierno de Hugo Chávez.